# 重波茴芹
重波茴芹（学名：Pimpinella bisinuata）为伞形科茴芹属的植物，为中国的特有植物。分布在中国大陆的四川、云南等地，生长于海拔1,000米至3,400米的地区，多生长于山地草丛中或林下，目前尚未由人工引种栽培。